# نيلسون غيددينغ
نيلسون غيددينغ (بالإنجليزية: Nelson Gidding)‏ (15 سبتمبر 1919، مانهاتن في الولايات المتحدة - 1 مايو 2004، سانتا مونيكا في الولايات المتحدة)؛ كاتِب، سيناريست وروائي أمريكي. درس في جامعة هارفارد.

## روابط خارجية
- نيلسون غيددينغ على موقع IMDb (الإنجليزية)
- نيلسون غيددينغ على موقع قاعدة بيانات الفيلم (الإنجليزية)